# نووالکسیوکا (شهرستان زاویتینسکی، استان آمور)
نووالکسیوکا (به لاتین: Novoalexeyevka) یک منطقهٔ مسکونی در روسیه است که در استان آمور واقع شده‌است.